# 坂岡真
坂岡 真（さかおか しん、1961年 - ）は、日本の作家。

## 来歴
新潟県生まれ。早稲田大学卒業。デヴェロッパー企業で11年働き、退社後、作家となり、時代考証の詳しい時代小説を書く。「鬼役」「照れ降れ長屋風聞帖」「うぽっぽ同心」などのシリーズがある。
別名に矢矧 零士。
2022年、「鬼役」「鬼役伝」シリーズ、「はぐれ又兵衛例繰控」シリーズで第11回日本歴史時代作家協会賞のシリーズ賞を受賞した。

## 著書

### 『鬼役』シリーズ（学研のち光文社)
- 春の修羅 鬼役矢背蔵人介 2005.4 (学研M文庫)　
  - 「鬼役新装版・鬼役（壱）」と改題　2012.4 （光文社文庫）
- 炎天の刺客 鬼役矢背蔵人介 2005.8 (学研M文庫)　
  - 「刺客　鬼役（弐）」と改題　2012.5 （光文社文庫）
- 青時雨の夜叉 鬼役矢背蔵人介 2006.4 (学研M文庫)　
  - 「乱心　鬼役（参）」と改題　2012.6 （光文社文庫）
- 冬木立の月 2006.12 (学研M文庫)　遺恨　
  - 「遺恨　鬼役（四）」と改題　2012.7 （光文社文庫）
- 秋色の風 2007.9 (学研M文庫)　
  - 「惜別　鬼役（五）」と改題　2012.8 （光文社文庫）
- 間者　鬼役（六）2012.9　（光文社文庫）
- 成敗　鬼役（七）2012.10 （同）
- 覚悟　鬼役（八）2013.4　（同）
- 大義　鬼役（九）2013.10 （同）
- 血路　鬼役（十）2013.11（同）
- 矜持　鬼役（十一）2014.5 （同）
- 切腹　鬼役（十二）2014.11（同）
- 家督　鬼役（十三）2014.12（同）
- 気骨   鬼役（十四）2015.3     (同）
- 手練   鬼役（十五）2015.5   （同)
- 一命   鬼役（十六）2015.9  （同）
- 慟哭   鬼役（十七）2015.12 （同)
- 跡目   鬼役（十八）2016.6  （同）
- 予兆   鬼役（十九）2016.9 （同）
- 運命   鬼役（二十）2016.12（同）
- 不忠   鬼役（二十一）2017.4 （同）
- 宿敵   鬼役（二十二）2017.8 （同）
- 寵臣   鬼役（二十三）2017.12   （同)
- 白刃   鬼役（二十四）2018.5  （同）
- 引導   鬼役（二十五）2018.12 （同)
- 金座   鬼役（二十六）2019.4  （同）
- 公方   鬼役（二十七）2019.8 （同）
- 黒幕   鬼役（二十八）2019.12（同）
- 大名   鬼役（二十九）2020.4 （同）
- 暗殺   鬼役（三十）2020.8 （同）
- 殿中   鬼役（三十一）2020.12（同）
- 継承   鬼役（三十二）2022.4 （同）
- 初心   鬼役（三十三）2023.4 （同）

### 『鬼役伝』シリーズ（光文社)
｢鬼役」の前日談シリーズ。江戸中期、初代の鬼役候補・伊吹求馬（もとめ）が主人公。
- 番士　鬼役伝（一）2021.8　（光文社文庫）
  - 持組同心の伊吹求馬は、鬼役修行に励みながら江戸城の門番を務める。
- 師匠　鬼役伝（二）2021.12.14 [2]（同）
  - 赤穂塩の不正を暴いたり、天皇親政を復活させんと倒幕を企てる吉良義央の怨霊と対峙する。
- 入婿　鬼役伝（三）2022.8　（同）
  - 鬼役の最終試験、そして暗躍する鵺の一族三人衆との決戦。
- 従者　鬼役伝（四）2022.12 （同）
  - 求馬鬼役としての初出仕。
- 武神　鬼役伝（五）2013.8（同）
  - 役者の市川團十郎殺害の謎と背後の黒幕を探る。

### その他のシリーズ
- 『ひなげし雨竜剣』シリーズ（光文社文庫)

1. 薬師小路別れの抜き胴   2009.8
2. 秘剣横雲雪ぐれの渡し  2010.3
3. 縄手高輪瞬殺剣岩斬り  2010.9
4. 無声剣どくだみ孫兵衛  2011.6

- 『照れ降れ長屋風聞帖』シリーズ(双葉文庫)

1. 大江戸人情小太刀  2004.10
2. 残情十日の菊 2005.2
3. 遠雷雨燕        2005.6
4. 富の突留札     2005.11
5. あやめ河岸     2006.5
6. 子授け銀杏    2006.9
7. 仇だ桜            2007.3
8. 濁り鮒            2007.8
9. 雪見舟            2007.12
10. 散り牡丹         2008.4
11. 盗賊かもめ      2008.10
12. 初鯨                 2009.5
13. 福来                 2009.11
14. 盆の雨             2010.7
15. 龍の角凧         2011.2
16. 妻恋の月         2011.10
17. 曰窓                2012.5
18. まだら雪        2012.11

- 『帳尻屋始末』シリーズ（双葉文庫）

1. 抜かずの又四郎 　2014.1
2. つぐみの佐平次　2014.2
3. 相抜け左近　2014.3

- 『帳尻屋仕置』シリーズ（双葉文庫)

1. 土風              2015.10
2. 婆威し          2015.11
3. 鈍刀              2016.7
4. 落雲雀          2016.11
5. 凶賊              2017.7

- 賞金首 夜鷹屋人情剣 2005.6 (ベスト時代文庫) のち徳間文庫

- 『死ぬがよく候』シリーズ（徳間文庫)

1. 月　   2013.5
2. 影　   2013.6
3. 花　   2013.7
4. 風　   2013.8
5. 雲　   2013.9

- 『うぽっぽ同心十手綴り』シリーズ（徳間文庫)

1. うぽっぽ同心十手綴り  2005.10
2. 恋文ながし           2006.2
3. 女殺し坂               2006.7
4. 凍て雲                  2006.11
5. 藪雨                       2007.4
6. 病み蛍                   2007.8
7. かじけ鳥                2007.11
8. 蓑虫                       2009.9
9. まいまいつむろ    2010.6
10. 狩り蜂                   2010.11
11. 捨て蜻蛉　            2012.3
12. 迷い蝶　                2013.3

- 月踊り 影聞き浮世雲 2008.3 (徳間文庫)

ひとり長兵衛 影聞き浮世雲 2008.7 (徳間文庫)
雪の別れ 影聞き浮世雲 2008.12 (徳間文庫)
- 冬の蝉 路傍に死す （短編集）徳間書店 2008.3 - 表題作のほか「逆月」「龍神」「案山子」「流灌頂」など短編6編。

- のうらく侍 2008.9 (祥伝社文庫)

百石手鼻 のうらく侍御用箱 2 2009.4 (祥伝社文庫)
恨み骨髄 のうらく侍御用箱 3 2010.4 (祥伝社文庫)
火中の栗 のうらく侍御用箱 4 2011.4 (祥伝社文庫)
地獄で仏 のうらく侍御用箱 5 2012.2 (祥伝社文庫)
お任せあれ のうらく侍御用箱 6 2013.2 (祥伝社文庫)
崖っぷちにて候 新・のうらく侍 3 2014.7 (祥伝社文庫)
- 『あっぱれ毬谷慎十郎』シリーズ（角川文庫のち角川春樹事務所)

1. 虎に似たり      　2010.12　2016.1
2. 命に代えても　   2011.3     2016.2
3. 獅子身中の虫　  2011.12   2016.3
4. 風雲来たる         2016.4
5. 秘剣つり狐        2017.1
6. 遺恨あり           2017.2
7. 葉隠れの婿        2019.2

- 忘れ文 ぐずろ兵衛うにゃ桜 2008.6 (幻冬舎文庫)

黒揚羽 ぐずろ兵衛うにゃ桜 2009.2 (幻冬舎文庫)
春雷 ぐずろ兵衛うにゃ桜 2010.2 (幻冬舎文庫)
- 恋々彩々 歌川広重江戸近郊八景 徳間書店 2010.5

- 修羅道中悪人狩り 2003.12 (廣済堂文庫)

孤剣北国街道 修羅道中悪人狩り 2004.4 (廣済堂文庫)
孤狼斬刃剣 修羅道中悪人狩り 2004.12 (廣済堂文庫)
孤影奥州街道 修羅道中悪人狩り 2006.2 (廣済堂文庫)
- 闇同心地獄斬り 2004.2 (コスミック・時代文庫)
- 降魔剣膝丸 艶書屋又十郎 トクマ・ノベルズ2004.8 「膝丸よ、闇を斬れ」文庫
- 夜鷹屋人情剣 用心棒御免帖 2004.9 (ベスト時代文庫) 「用心棒御免帖」徳間文庫

## 漫画化作品
- 鬼役シリーズ　コミック版　（漫画＝橋本弧蔵　原作＝坂岡真）

鬼役1　2013.11　（リイド社　ＳＰコミック）
鬼役2　2014.5　（リイド社　ＳＰコミック）
鬼役3　2014.10　（リイド社　ＳＰコミック）
鬼役4　2015.4　（リイド社　ＳＰコミック）
鬼役5　2015.10　（リイド社　ＳＰコミック）
鬼役6　2016.2　（リイド社　ＳＰコミック）